# San Pedro Masahuat
San Pedro Masahuat è un comune del dipartimento di La Paz, in El Salvador.
| Controllo di autorità | VIAF (EN) 130412303 · LCCN (EN) n2008043690 |